# Cantilena
Cantilena (latinski: melodija, napjev, pjesma) je bio u srednjovjekovnoj terminologiji opći naziv za pjevnije dijelove liturgije za razliku od psalmodičnih, također i za svjetovne lirske ili epske jednoglasne pjesme uličnih pjevača; od 13. do 15. stoljeća cantilenom se nazivaju i višeglasne svjetovne skladbe s pripjevom. U prenesenom smislu kantilena.